# Telaga Limo
Telaga Limo is een bestuurslaag in het regentschap Tanjung Jabung Timur van de provincie Jambi, Indonesië. Telaga Limo telt 927 inwoners (volkstelling 2010).